# 크리스티앙 드뒤브
크리스티앙 르네 마리 조제프 드뒤브(프랑스어: Christian René Marie Joseph de Duve, 1917년 10월 2일 ~ 2013년 5월 4일)는 벨기에의 세포학자, 생화학자이다. 1974년에 세포의 구조 및 기능에 대한 연구로 알베르 클로드, 조지 에밀 펄레이드와 함께 노벨 생리학·의학상을 수상했다.

## 연구 및 업적
그는 다른 주제 중에서도 속도-구역 원심분리를 사용하여 쥐 간세포의 효소 분포를 연구했다. 세포 분획에 대한 그의 연구는 세포 구조의 기능에 대한 통찰력을 제공했다. 그는 세포 내 생화학과 세포 생물학을 전문으로 했고, 새로운 세포 소기관을 발견했다.

### 글루카곤 재발견
호르몬 글루카곤은 1923년 킴벌과 멀린이 췌장 추출물 중에서 고혈당증 (혈당 상승) 물질로 발견했다. 글루카곤의 생물학적 중요성은 알려지지 않았고 이름 자체가 본질적으로 잊혀졌다. 드뒤브가 루벤 대학교에서 부카에르트와 함께 인슐린을 연구하기 위해 합류했을 당시 그 문제는 여전히 미스터리였다. 1921년 이래로 인슐린은 일라이 릴리 앤드 컴퍼니에서 처음 생산한 최초의 상업용 호르몬 약물이었지만, 그들의 추출 방법은 예상이나 원하는 것과는 정반대로 경미한 고혈당증을 유발하는 불순물을 도입했다. 1944년 5월, 드뒤브는 결정화로 불순물을 제거할 수 있다는 것을 깨달았다. 그는 릴리의 인슐린 공정이 오염되었다는 것을 증명했고, 쥐에게 주입했을 때 릴리 인슐린은 초기 고혈당증을 유발했지만 덴마크의 노보 인슐린은 그렇지 않았다는 것을 보여주었다. 1947년에 그의 연구가 발표된 후, 릴리는 불순물을 제거하기 위해 방법을 강화하였다. 그때쯤 드뒤브는 세인트루이스의 워싱턴 대학교에서 칼 코리와 거티 코리에 합류했고, 그곳에서 그는 1971년 노벨 생리학·의학상을 수상한 동료 연구원 얼 윌버 서덜랜드 주니어와 함께 연구했다.
서덜랜드는 인슐린 불순물 물질의 퍼즐을 연구하고 있었는데, 그는 이를 고혈당-글리코겐 분해 (HG) 인자라고 명명했다. 그와 드뒤브는 곧 HG 인자가 췌장뿐만 아니라 위 점막과 소화관의 다른 특정 부분에서도 합성된다는 것을 발견했다. 또한 그들은 이 호르몬이 인슐린을 생성하는 베타 세포와 다른 세포에 의해 랑게르한스섬에서 생성된다는 것을 발견했다. 아마도 이것들은 알파 세포였을 것이다. 서덜랜드의 HG 인자가 사실 글루카곤과 동일하다는 것을 깨달은 사람은 드뒤브였다. 이 재발견으로 영구적인 이름이 붙었고, 드뒤브가 1951년에 다시 도입했다. 이 두 사람의 연구에 따르면 글루카곤은 간에서 글리코겐 분해에 영향을 미치는 주요 호르몬으로, 글리코젠 분해라고 알려진 과정을 통해 더 많은 당이 생성되어 혈액으로 방출된다.
글루카곤이 생성되었다는 드뒤브의 원래 가설은 그가 선택적으로 손상된 코발트로 알파 세포가 기니피그에서 글루카곤 생성을 중단한다는 것을 보여주면서 옳다는 것이 증명되었다. 그는 마침내 1953년에 정제된 호르몬을 분리했다. 여기에는 새에서 추출한 호르몬도 포함되었다.
드뒤브는 인슐린 (혈당 수치를 감소시킴) 생성이 간에서 포도당 흡수를 자극한다는 가설을 처음 세웠다. 그는 또한 정상적인 혈당 수치를 유지하기 위해 인슐린과 글루카곤 생성을 균형 잡는 메커니즘이 존재한다고 제안했다. 이 아이디어는 당시 많은 논란을 불러 일으켰지만, 글루카곤을 재발견하면서 그의 주장이 다시 확인되었다. 1953년 그는 글루카곤이 포도당 생성 (따라서 흡수)에 영향을 미친다는 것을 실험적으로 입증했다.

### 리소좀의 발견
크리스티앙 드뒤브와 그의 팀은 간세포에서 인슐린 작용 기전을 계속 연구했으며, 당 대사 (당분해)의 핵심 효소이자 인슐린의 표적인 효소인 포도당 6-포스파타제에 집중했다. 그들은 G6P가 혈당 수치를 조절하는 주요 효소라는 것을 발견했지만, 반복적인 실험을 거친 후에도 세포 추출물에서 효소를 정제하고 분리할 수 없었다. 그래서 그들은 효소 활성을 감지하기 위해 더 힘든 세포 분획 절차를 시도했다.
이것이 우연한 발견의 순간이었다. 정확한 효소 활성을 추정하기 위해 팀은 표준화된 효소인 산성 포스파타제를 사용하는 절차를 채택했지만, 그들은 활성이 예상치 못하게 낮다는 것을 발견했다. 즉, 예상 값의 약 10%에 불과했다. 그러던 어느 날, 그들은 5일 동안 보관한 정제된 세포 분획의 효소 활성을 측정했다. 놀랍게도 효소 활성이 신선한 샘플의 활성으로 증가했다. 그리고 유사한 결과가 절차를 반복할 때마다 반복되었다. 이는 어떤 종류의 장벽이 효소가 기질에 빠르게 접근하는 것을 제한하여 효소가 일정 시간 후에야 확산될 수 있다는 가설로 이어졌다. 그들은 이 막을 "막으로 둘러싸여 있고 산성 인산가수분해효소를 포함하는 주머니와 같은 구조"라고 설명했다.
세포 분획 과정과 관련 없는 효소는 세포 소기관으로 알려진 막 분획에서 나왔다. 1955년에 드뒤브는 소화 특성을 반영하여 이를 리소좀이라고 명명했다. 같은 해에 버몬트 대학교의 알렉스 B. 노비코프 교수가 드뒤브의 연구실을 방문하여 전자 현미경을 사용하여 리소좀 소기관의 첫 번째 시각적 증거를 성공적으로 생성했다. 산성 인산가수분해효소에 대한 염색 방법을 사용하여 드뒤브와 노비코프는 리소좀의 가수분해 효소 (산성 가수분해효소)의 위치를 추가로 확인했다.

### 과산화물 발견
드뒤브는 또 다른 발견을 하였다. 리소좀이 확인된 후, 드뒤브 팀은 (쥐 간 세포 분획에) 요산 산화효소가 존재한다는 사실을 고민했다. 드뒤브는 그것이 리소좀 효소의 전형적인 산성 가수분해효소가 아니기 때문에 리소좀이 아니라고 생각했다. 그래도 그것은 효소 산성 인산가수분해효소와 비슷한 분포를 보였다. 더 나아가, 그는 1960년에 세포 분획에 비슷하게 분포된 다른 효소 (예: 카탈라아제 및 D-아미노산 산화효소)를 발견했고, 그때 이것이 미토콘드리아 효소라고 생각했다. (베른하르드 교수와 륄리에 교수는 이러한 미토콘드리아 외부 소기관을 미세소체라고 설명했으며, 이것이 미토콘드리아의 전구체라고 믿었다.) 드뒤브는 세 가지 효소가 유사한 화학적 특성을 보였으며, 다른 과산화물 생성 산화효소와 유사하다고 언급했다.
드뒤브는 새로 발견된 효소를 미세소체라고 부르는데 회의적인 태도를 보였다. 그는 "효소 보완과 간세포 생리학에서의 역할에 대해 알려진 바가 너무 적어 현재로서는 제안을 입증할 수 없다."고 말했다. 그는 이러한 효소가 동일한 세포 소기관에 속하지만 이전에 알려진 소기관과는 다르다고 제안했다. 그러나 여전히 강력한 증거가 부족했기 때문에 그는 가설을 발표하지 않았다. 1955년에 그의 팀은 섬모 원생동물인 '테트라히메나 피리포르미스'에서 동일한 생화학적 특성을 가진 유사한 세포 분획을 입증했다. 따라서 입자는 미토콘드리아와 관련이 없는 미상 세포 소기관이라고 지적되었다. 그는 1955년 미국 세포 생물학 학회에서 자신의 발견을 발표했고, 1966년에 공식적으로 출판하여 과산화효소 반응에 관여하는 소기관에 과산화소체라는 이름을 붙였다. 1968년에 그는 과산화소체의 첫 번째 대규모 제조를 달성하여 l-α 하이드록시산 산화효소, d-아미노산 산화효소, 카탈라아제가 모두 과산화소체의 고유한 효소임을 확인했다.
드뒤브와 그의 팀은 과산화소체가 미토콘드리아와는 다른 경로로 매우 긴 사슬 지방산의 β-산화를 포함하여 중요한 대사 역할을 한다는 것을 보여주었다. 또한 과산화소체는 식물과 원생동물을 포함한 다양한 세포에 존재하는 진화적으로 관련된 소기관의 대규모 계열에 속하며, 이러한 세포에서 서로 다른 기능을 수행한다는 것을 보여주었다. (그리고 글리옥시솜 및 글리코솜과 같은 특정 이름이 지정되었다.)

### 세포의 기원
드뒤브의 세포 내 공생설이라는 이 아이디어는 진핵 세포의 세포소기관이 특정 원핵생물에서 유래하여 진핵생물 내에서 세포 내 공생체로 살게 되었다는 것을 증명하였고, 이를 수용하는데 있어 새로운 합의를 이끌어내는데 기여했다. 이 이론은 진핵생물의 세포소기관이 특정 원핵생물에서 유래하여 진핵생물 내에서 공생체로 살게 되었다는 것을 증명하였다. 드뒤브의 이론에 따르면, 세포 내로 음식을 흡수하고 세포 내에서 소화하는 능력을 포함한 구조와 특성을 가진 진핵생물이 먼저 발달했다. 그리고 나중에 원핵생물이 통합되어 더 많은 세포소기관을 형성했다.
드뒤브는 세포가 초기 지구 대기에서 증가하는 양의 자유 분자 산소를 견뎌낼 수 있게 해주는 과산화소체가 최초의 세포 내 공생체였을 수 있다고 고안했다. 과산화소체는 자체 DNA가 없기 때문에, 이 제안은 미토콘드리아와 엽록체에 대한 유사한 주장보다 증거가 훨씬 적다. 그의 후반생은 대부분 생명의 기원 연구에 바쳐졌는데, 그는 이것이 여전히 추측적인 분야라고 인정했다. (티오에스테르 참조)

## 저서
- A Guided Tour of the Living Cell (1984) ISBN 0-7167-5002-3
- La cellule vivante, une visite guidée, Pour la Science (1987) ISBN 978-2-902918-52-2
- Construire une cellule, Dunod (1990) ISBN 978-2-7296-0181-2
- Blueprint for a Cell: the Nature and Origin of Life (1991) ISBN 0-89278-410-5
- Poussière de vie, Fayard (1995) ISBN 978-2-213-59560-3
- Vital Dust: Life as a Cosmic Imperative (1996) ISBN 0-465-09045-1
- Life Evolving: Molecules, Mind, and Meaning (2002) ISBN 0-19-515605-6
- À l’écoute du vivant, éditions Odile Jacob, Paris (2002) ISBN 2-7381-1166-1
- Singularities: Landmarks on the Pathways of Life (2005) ISBN 978-0-521-84195-5
- Singularités: Jalons sur les chemins de la vie, éditions Odile Jacob (2005) ISBN 978-2-7381-1621-5
- Science et quête de sens, Presses de la Renaissance, (2005) ISBN 978-2-7509-0125-7
- Génétique du péché originel. Le poids du passé sur l’avenir de la vie, éditions Odile Jacob (2009) ISBN 978-2-7381-2218-6
- Genetics of Original Sin: The Impact of Natural Selection on the Future of Humanity (2010) ISBN 978-0-3001-6507-4
- De Jesus a Jesus... en passant par Darwin, éditions Odile Jacob (2011) ISBN 978-2-7381-2681-8